# Японська фінансова бульбашка
Японська фінансова бульбашка (яп. バ ブ ル 景 気 Бабуру Кейко, досл. «Економіка бульбашки») — економічна бульбашка в Японії з 1986 по 1991 рік, що характеризувалася багаторазовим зростанням цін на ринку нерухомості та фондовому ринку. «Здування бульбашки» тривало більше десяти років, фондовий ринок досяг дна в 2003 році, але згодом опустився до нового мінімуму в 2009 році в результаті світової фінансової кризи. Наслідком здування бульбашки став тривалий період економічної стагнації, званий «втраченим десятиліттям».